# 1000000000
1 000 000 000 ({\displaystyle 10^{9}}) hay còn gọi là một tỷ là một số tự nhiên. Về mặt vị trí trên trục số, 1000000000 là số liền trước số 1000000001 ({\displaystyle 10^{9}+1}) và là số liền sau số 999999999 ({\displaystyle 10^{9}-1}). Về tính chất đại số, 1000000000 ({\displaystyle 10^{9}} là một số chính phương, không phải là một số nguyên tố.